# 仁方町
仁方町（にがたちょう）は、広島県賀茂郡にあった町。現在の呉市の一部にあたる。

## 地理
- 海洋：瀬戸内海[1]
- 河川：錦川[1]

## 歴史
- 1889年（明治22年）4月1日、町村制の施行により、賀茂郡仁方村が単独で村制施行し、仁方村が発足[1][2]。
- 1907年（明治40年）1月1日、町制施行して仁方町となる[1][2]。
- 1941年（昭和16年）4月21日、呉市に編入され廃止[1][2]。

## 産業
- 製塩、やすり製造[1]（仁方やすり）。

## 交通

### 鉄道
- 1935年（昭和10年）国有鉄道呉線が開通し、仁方駅を開設[1]。

### 港湾
- 仁方港（呉港）[1]